# Söğüt
Söğüt je grad i okrug u pokrajini Bilecik, Turska. Nalazi se u regiji Marmara na sjeverozapadu zemlje, s površinom od 599 km². Također je treće najveće okružno središte u svojoj pokrajini nakon Bozüyüka i Bilecika. Graniči sa Bilecikom na zapadu, Gölpazarıem na sjeveru, İnhisarom na sjeveroistoku, Tepebaşıjem (Eskişehir) na jugoistoku i Bozüyükom na jugozapadu. Okrug Söğüt ima 5 općina i 23 sela. Prema popisu stanovništva iz 2000. Söğüt je imao 21.012 stanovnika, a prema procjeni iz 2010. godine 19.425.

Söğüt je poznat kao mjesto osnivanja i prva prijestolnica Osmanskog Carstva od 1299. do 1335. godine. Tu je Osman-beg stupio na vlast i krenuo u osvajanje Burse i okolice.

Ime Söğüt doslovce znači vrba, dok je mjesto nosilo i bizantsko-grčko ime Θηβάσιον ili Θηβάσιο, tj. Thêbásion.

Grčka vojska je tri puta okupirala Söğüt tijekom Tursko-grčkog rata (1921.).

Danas je Söğüt mali grad u vlažnoj riječnoj dolini u pokrajini Bilecik. U Etnografskom muzeju Söğüta su izloženi u prirodnoj veličini kipovi osmanskih sultana.